# William Joppy
William Torelle Joppy (* 11. September 1970 in Washington, D.C.) ist ein US-amerikanischer Profiboxer und ehemaliger, dreifacher WBA-Weltmeister im Mittelgewicht.

## Anfänge und erster WM-Titel
Joppy gewann 48 von 52 Amateurkämpfen und war Teilnehmer der nationalen Olympiaqualifikation 1992, wo er den dritten Platz im Mittelgewicht erreichte. Er war erst im Halbfinale gegen Chris Byrd unterlegen.
1993 begann er mit dem Profiboxen und gewann seine ersten 19 Kämpfe in Folge, davon 15 durch K. o. In seinem 20. Kampf am 16. September 1995, boxte er gegen den amtierenden NABF-Champion Rodney Toney ein Unentschieden, gewann jedoch seine nächsten beiden Kämpfe wieder vorzeitig.
Ungeschlagen in bisher 22 Profikämpfen erhielt er schließlich am 24. Juni 1996 die Chance auf den WBA-Weltmeistergürtel im Mittelgewicht des ebenfalls ungeschlagenen Titelträgers Shinji Takehara aus Japan. Joppy gewann den Kampf durch technischen K. o. in Runde 9 und war somit neuer WBA-Weltmeister im Mittelgewicht.
Am 19. Oktober 1996 verteidigte er den Titel durch technischen K. o. in Runde 7 gegen Ray McElroy und am 10. Mai 1997 durch einstimmigen Punktesieg gegen Peter Venâncio.

## Titelverlust und erneuter WM-Sieg
Am 23. August 1997 kam es zum Titelverteidigungskampf gegen Julio César Green aus der Dominikanischen Republik. Green hatte bis zu diesem Zeitpunkt 21 seiner 23 Profikämpfe gewonnen, davon 15 durch K. o. und war zwei Jahre zuvor am WBA-Weltmeistertitel im Halbmittelgewicht gescheitert. Joppy musste in der 2. Runde einmal zu Boden, sein Gegner gleich zweimal in der 3. Runde. Schließlich kam es noch zu einem Punktabzug von Joppy, der daraufhin den umstrittenen Kampf nach Punkten verlor und seinen Titel an Green abgeben musste.
Im direkten Rückkampf am 31. Januar 1998, konnte jedoch diesmal Joppy einstimmig nach Punkten gewinnen und sich den Titel zurückerobern, den er am 28. August 1998 durch technischen K. o. in Runde 3 gegen Boxlegende Roberto Durán verteidigte. Dabei handelte es sich um die erst vierte K. o.-Niederlage von Durán in bis dahin 115 Profikämpfen.
Nach einem Erstrunden-K. o.-Sieg gegen Napoleon Pitt in einem Nichttitelkampf am 24. Juli 1999, musste er seinen Titel genau zwei Monate später erneut gegen Julio César Green verteidigen. Diesmal gewann Joppy durch technischen K. o. in Runde 7, nachdem der Kampf wegen eines Cuts an Greens linkem Auge abgebrochen worden war. Am 3. März 2000 gewann er erneut einen Nichttitelkampf durch einstimmigen Punktesieg gegen Fernando Zúñiga.
Am 20. Mai 2000 verteidigte er seinen Titel durch technischen K. o. in der 1. Runde gegen den Mexikanischen Meister Rito Ruvalcaba. Am 16. September 2000 verteidigte er seinen Titel gegen den ehemaligen Europameister und WBC-Weltmeister Hacine Cherifi durch einstimmigen Punktesieg, wobei Cherifi in den Runden 8 und 9 auch zu Boden musste. Schließlich verteidigte Joppy seinen Titel noch am 2. Dezember 2000 gegen den ungeschlagenen Jonathan Reid durch technischen K. o. in Runde 4.

## Erneuter Titelverlust und dritter WM-Sieg
Am 12. Mai 2001 stieg er zu einer Titelverteidigung gegen den in 39 Profikämpfen ungeschlagenen Puerto-Ricaner Félix Trinidad in den Ring. Trinidad war zuvor ungeschlagener IBF- und WBA-Weltmeister im Halbmittelgewicht und bestritt nun seinen ersten Kampf im Mittelgewicht. Joppy bewies in dem Kampf enorme Nehmerqualitäten, war jedoch sichtlich Unterlegen, lag bei allen drei Punktrichtern hinten und verlor schließlich vor Ende der 5. Runde durch technischen K. o.
Nach der Niederlage von Trinidad gegen Bernard Hopkins, wurde der WBA-Weltmeistertitel wieder vakant, worauf ein Kampf dafür zwischen Joppy und dem ungeschlagenen Europameister Howard Eastman für den 17. November 2001 vereinbart wurde. Der Kampf war äußerst kontrovers, Joppy zeigte gegen Ende des Kampfes Konditionsmängel und versuchte dies durch Klammern und Ausweichen zu kompensieren. Wenige Sekunden vor Ende des Kampfes ging Joppy schließlich nach zwei Kopftreffern sogar zu Boden, gewann jedoch am Ende durch eine geteilte Punkteentscheidung. Am 10. Oktober 2002 verteidigte er seinen Titel durch technischen K. o. in der 10. Runde über den Japaner Naotaka Hozumi.

## Dritter Titelverlust und Wechsel der Gewichtsklassen
Am 13. Dezember 2003 boxte er gegen Bernard Hopkins um die Weltmeistertitel der WBA, WBC und IBF, verlor jedoch nach Punkten und hatte damit seine dritte Niederlage in 38 Profikämpfen erlitten. Am 4. Dezember 2004 versuchte er sich den WBC-Continental-Americas-Titel zu sichern, scheiterte jedoch auch hier durch Punkteniederlage am ungeschlagenen Jermain Taylor.
Anschließend folgten fünf K. o.-Siege in Folge gegen Aufbaugegner, ehe er am 29. Februar 2008 gegen Lucian Bute um den IBF-Weltmeistertitel im Supermittelgewicht boxte, jedoch durch technischen K. o. in der 10. Runde verlor. Nach einer weiteren Niederlage gegen den Kanadier Sébastien Demers und einem Unentschieden gegen den Maryland-State-Champion Cory Cummings, versuchte er sich am 8. Januar 2011 den WBA-Weltmeistertitel im Halbschwergewicht zu sichern. Joppy war auch hier chancenlos und verlor gegen Beibut Schumenow durch K. o. in Runde 6.